# Gianluca Festa
Gianluca Festa (ur. 15 marca 1969 w Cagliari) – były włoski piłkarz, występujący podczas kariery na pozycji obrońcy.

## Kariera klubowa
Karierę piłkarską Gianluca Festa rozpoczął w drugoligowym Cagliari Calcio w 1986 roku. W klubie z Sardynii grał przez siedem lat, z przerwą na wypożyczenie do piątoligowej Fersulcis. Z Cagliari kolejno awansował z Serie C1 do Serie B w 1989 roku oraz Serie B do Serie A w 1990 roku. Dobra gra i szóste miejsce w lidze w 1993 zaowocowała transferem do Interu Mediolan. W Interze Festa zadebiutował 29 sierpnia 1993 w wygranym 2-1 meczu z Reggianą w lidze. Mając problemy z wywalczeniem miejsca w składzie Interu Festa został wypożyczony AS Roma na początku 1994 roku.
Okres w Romie był bardzo udany dla Festy, wystąpił w 21 meczach i strzelił 1 bramkę, po czym powrócił do Mediolanu. W Interze grał do przełomu 1996 i 1997 roku. Ostatni raz w barwach Interu zagrał 22 grudnia 1996 roku, rywalem była Reggiana, w meczu z którą Festa debiutował w Interze 3 lata wcześniej. Z Interem zdobył Pucharu UEFA 1994, choć uczestniczył tylko we wczesnej fazie tych rozgrywek. Ogółem w barwach Interu wystąpił w 88 meczach  (66 w lidze, 9 w europejskich pucharach oraz 13 w Pucharze Włoch) i strzelił 4 bramki (3 w lidze oraz 1 w Pucharze Włoch). W styczniu 1997 odszedł do angielskiego Middlesbrough F.C.
W Middlesbrough grał przez pięć i pół roku. Z The Boro najpierw spadł z Premiership, by po roku do niej powrócić. W 2002 przeszedł do drugoligowego Portsmouth F.C., by w 2003 roku powrócić do macierzystego Cagliari, które występowało w Serie B. W 2004 roku odszedł do F.C. Nuorese Calcio, występującego w lidze Eccellenza (szósta liga). Z Nuorese awansował najpierw do Serie D, a w 2006 roku do Serie C2. Karierę zakończył w Nuorese w 2009 roku.

## Kariera trenerska
Gianluca Festa po zakończeniu kariery piłkarskiej został trenerem. Od 14 kwietnia 2010 jest asystentem trenera Cagliari Giogio Melisa.